# 恋花火 (諫山実生の曲)
「恋花火」（こいはなび）は、諫山実生のデビューシングル。作詞・作曲は諫山、編曲は小西貴雄による。秋田竿燈祭りを舞台にした歌で、2002年8月～9月の『みんなのうた』でタイアップした。

## 概要
- 『みんなのうた』では、5分間1曲枠で放送された。
- 映像は、花火の実写映像と、中島潔によるイラストが使用されており、その映像は以下のDVDから見ることが可能である。
- 『みんなのうた 映像集』（2003年9月25日） avexより発売
- 『みんなのうた ベストヒット・コレクション』（2005年3月30日） ユニバーサルミュージックより発売
- 『NHKみんなのうた 2000〜2002』（2011年10月21日） NHKエンタープライズより発売

## 収録曲
（全作詞、作曲：諫山実生）　
1. 恋花火
  - アルバム『撫子の華』や『名曲撰 ユメミゴコチ』の他、番組関連ではavexより発売された『NHK みんなのうた 音楽集』にも収録されている。
2. 六月のうた
3. 恋花火（カラオケ）
4. 六月のうた（カラオケ）

## カバー
- 「THE IDOLM@STER RADIO」アルバム 「THE IDOLM@STER RADIO 歌道場」 - たかはし智秋と今井麻美が「恋花火」（Short ver.）をカバー。